# 格雷本施泰因
格雷本施泰因（德語：Grebenstein，發音：[ˈɡʁeːbm̩ˌʃtaɪn] ⓘ）是德国黑森州卡塞尔行政区卡塞尔县的城市，面积49.84平方千米，2023年12月31日人口为5,706人。

## 友好城市
- 法國 勒祖
- 荷蘭 洛皮克
- 義大利 萨尔西纳